# 카를로스 코마말라
카를로스 코마말라(Carlos Comamala, 1887-1976)는 1903년부터 1912년까지 바르셀로나에서 선수생활을 하였고, 1909년부터 1911년까지는 바르셀로나에서 감독을 하였다.

## 경력
카를로스 코마말라는 1887년 마드리드에서 태어났다.
1903년 그는 1899년 클럽을 창단 한 친구 인 호안 감퍼의 뒤를 이어서 FC 바르셀로나의 회장이되었다. 코마말라는 오랜 선수 생활 내내 골을 넣으며 자신의 측면을 돋보이게 한 위대한 스트라이커였다. 그는 클럽에서 154경기를 치르는 동안 총 172골이라는 많은 골을 넣었다.
그는 또한 아일랜드 축구 팀인 갈랜과 대학을 창립하였으며, FC 카수알에서 뛰기도 하였다. 그는 럭비와 수영을 하기도 하였으며, 가끔 신문 잡지 글을 쓰기도 하였다. 1923년, 카탈루니아의 체조연맹의 초대 회장이 되기도 하였다.
카를로스 코마말라는 훌륭한 만화가로 여겨지기도 하였다. 그는 바르셀로나의 유니폼에 대한 독창적인 아이디어를 내놓으며 1910년에는 공개입찰에서 승리하며 바르셀로나의 엠블럼을 디자인하였다.

## 수상 내역
- 스페인리그 우승 : 1909-10
- 카탈루니아리그 우승 : 1904-05,1908-09, 1909-10,1910-11
- 피레네 컵 : 1901-10,1910-11